# K.P.R. Gopalan
K.P.R. Gopalan, död 6 augusti 1997, var en indisk politiker som började sin politiska karriär i Kongresspartiet men senare kom att växla över till kommunisterna. Före den indiska självständigheten dömdes Gopalan till döden av brittiska myndigheterna.
När han lämnade Kongresspartiet anslöt sig Gopalan först till Communist Party of India. Vid partisöndringen 1964 följde han med utbrytarna till det nya partiet Communist Party of India (Marxist), där han kom att befinna sig i vänsterfalangen. Han fortsatte därför sin vandring 1967 till naxalitererna i  AICCCR. På grund av oenighet med denna organisation ska han ha grundat ett eget parti med namnet Communist Revolutionary Party före valen 1970.